# اکسمتیدین
اکسمتیدین (انگلیسی: Oxmetidine) یک آنتاگونیست گیرنده هیستامین H2 است.